# Gerusalemme
Gerusalemme – stacja  metra mediolańskiego linii M5. Znajduje się na piazza Gerusalemme w Mediolanie. Stacja zlokalizowana jest pomiędzy przystankami Cenisio i Domodossola. Otwarcie nastąpiło w 2015 roku.